# Slender

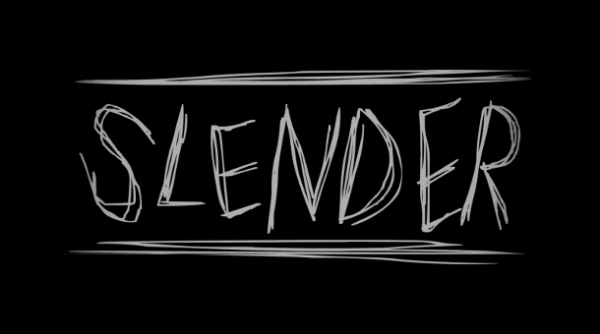
Spelets logotyp.

Slender är ett gratis och nedladdningsbart skräck- och uthållighetsspel som släpptes till PC och Mac i juni 2012. Spelet är baserat på fakelorekaraktären Slender Man. Parsec Productions är utvecklarna av spelet som använder sig av spelmotorn Unity.

## Miljö
Spelet utspelar sig i en mörk skog som omges av ett staket som inte kan överträdas. Spelaren är försedd med en ficklampa med ett begränsat batteri. Spelaren kan springa korta sträckor innan denne blir andfådd, varpå spelaren andas tungt och saktar ner. Det finns olika landmärken utspridda i skogen, som inkluderar fordon, byggnader, ett stort träd, stora stenar, träväggar, stenpelare, en tunnel och gamla bränsletankar.

## Mål
Målet med spelet är att hitta och plocka upp sammanlagt åtta pappersmeddelanden som är utspridda i skogen. När det första meddelandet har plockats upp börjar spelaren långsamt att bli förföljd av en man som kallas Slender Man, ju fler lappar man tar desto närmare kommer han. Om man tittar på honom för länge dör man.

## Förföljaren
Figuren som förföljer spelaren liknar en lång, mager man klädd i en mörk kostym med ett formlöst, vitt ansikte. Denne är långt borta i början, men kommer närmare för varje meddelande som spelaren samlar. Han kommer också att teleportera sig spöklikt för att hinna upp spelaren och kan även helt försvinna ur sikte ibland. När han är i närheten kommer bilden att flimra en aning. Om spelaren ser honom för länge i ansiktet på nära håll tonas skärmen, man ser tentakelliknande armar som sprider ut sig från förföljaren, sist av allt visas förföljarens ansikte på nära håll och spelet slutar. Figuren är även kallad Slender Man.

## Spellägen
Det finns tre spellägen. Det första är Standard Mode (eller normal mode) då man spelar på natten. Om man klarar spelet på standard mode låser man upp Daytime Mode, då man spelar på dagen och då har man ingen ficklampa. Förut fanns det 20$ mode, men det fick tas bort av copyrightskäl. Det spelläget ersattes av Marble Hornets Mode (även MH Mode).

## Spelets slut
När spelaren hittar alla åtta lappar dyker Slender Man upp för sista gången och spelaren dör. Istället för att bli erbjuden att försöka igen får spelaren dock se eftertexter.

## Andra spel
I början på 2013 kom Spelet Slender: The Arrival på PC och Mac. En uppföljare till det första Slender-spelet. Det skapades av Parsec Productions och de har fått hjälp av Blue Isle Studios.
Det finns även andra Slenderspel: Haunt: The Real Slender Game, Slender: Hospital och Slender: Sanatorium.
I januari 2013 kom det ett annat Slenderspel, baserat på Slender och Teletubbies. Det kallas för Slendytubbies. Det är nästan som Slender, utom att man kan köra i fleraspelarsläge och att man ska hitta 10 tabbekräm. Men när man spelar i fleraspelarsläge är det separata tabbekräm.